# Doris Younane
Doris Younane (Parramatta, Sídney; 25 de febrero de 1963) es una actriz australiana, conocida por su papel de Moira Doyle en la serie australiana Mcleod's Daughters, desde 2002 hasta 2009.

## Biografía
Es descendiente de libaneses; de niña representó a Nueva Gales del Sur en los 100 metros en vallas y salto de longitud; sin embargo una lesión la obligó a retirarse de las competiciones.   
Antes de comenzar a actuar, Doris era una acróbata. Después de tres años en 1986 se graduó del National Institute of Dramatic Art (NIDA) con un curso en actuación. 
Doris es buena amiga de su compañera en Heartbreak High, la actriz Elena Carapetis.

## Carrera
Su primera aparición en televisión fue en 1989, en Mortage donde interpretó a Tina Dodd, luego en 1991 participó en la película Death in Brunswick o Nothing To Lose donde interpretó a Carmel. Entre 1992 y 1995 participó en varias series de televisión como Embassy, Phoenix, All Together Now, Ocean Girls y Us and Them.
De 1994 a 1995 apareció en la serie Heartbreak High, donde interpretó a la psicóloga de la escuela Yola Fatoush durante cincuenta y dos episodios. En 1998 interpretó a Penny en Gantry Row.
En 1999 interpretó a Elena Connors en la serie SeaChange en los episodios "Sink or Swim" y "Broken Hearts and Crustaceans". 
En 2002 Doris se unió a la aclamada serie australiana Mcleod's Daughters, donde interpretó a Moira Doyle una mujer con un don especial, hasta el final de la serie en 2009: al principio aparecía como actriz invitada, pero al final de la serie pasó a ser uno de los personajes principales.
En 2009 se unió al elenco de la película The Combination, que sigue la historia de un australiano libanés que sale de la cárcel para encontrarse con que su hermano pequeño ha seguido sus paso y está comenzando a ser devorado por el mundo del crimen, en la película Doris interpreta a Mary, la madre de los jóvenes.
En 2010 junto a PJ Lane e Ita Buttrose, Doris se convirtió en una de las embajadoras del Alzheimer en Australia y Nueva Gales del Sur. Ese mismo año apareció en el episodio "R vs Chandler" de la serie Rake donde interpretó a la abogada Ms Habib.
En 2014 se anunció que Doris se uniría al elenco principal de la nueva serie Party Tricks dando vida a Paula Doumani.
En 2018, Doris fue anunciada como parte del elenco de la serie Five Bedrooms del canal 10 , una comedia dramática ambientada en una casa compartida. Younane interpretaría a Heather Doyle. Younane apareció en las cuatro temporadas del programa.
En 2019, Younane fue anunciada como parte del elenco del drama de ABC Frayed. Younane apareció en ambas temporadas del programa.
En 2023 Younane apareció en The Clearing.
En 2024, Younane aparecería en la segunda temporada de la serie de Paramount+ Last King of the Cross.

## Filmografía

### Series de televisión
| Año         | Título                    | Personaje        | Notas                                |
| ----------- | ------------------------- | ---------------- | ------------------------------------ |
| 2018        | Harrow                    | Sue Latchford    | episodio "Aurum Potestas Est"        |
| 2016 - 2017 | The Wrong Girl            | Sasha Kirk       | 17 episodios                         |
| 2016        | Soul Mates                | Hatshepsut       | 4 episodios                          |
| 2014        | Party Tricks              | Paula Doumani    | 6 episodios                          |
| 2014        | Janet King                | Jueza Brenner    | episodio "Overtime"                  |
| 2010        | Rake                      | Ms. Habib        | episodio "R vs Chandler"             |
| 2002 - 2009 | Mcleod's Daughters        | Moira Doyle      | 93 episodios                         |
| 2005        | BlackJack: Ace Point Game | Christine Vallas | tv serie                             |
| 2005        | BlackJack: In the Money   | Christine Vallas | 52 episodios                         |
| 2005        | All Saints                | Carlene Ponder   | episodio "Sins of the Mothers"       |
| 2001        | Water Rats                | Pam Elliot       | episodio "Bureaucracy Rules, OK?"    |
| 1999        | Chuck Finn                | Natasha          | episodio "Goodbye Mr Ffipps"         |
| 1999        | SeaChange                 | Elena Connors    | 2 episodios                          |
| 1999        | Stingers                  | Lizzie Harper    | 2 episodios                          |
| 1998        | Wildside                  | Zelda O'Sullivan | episodio # 1.9                       |
| 1997        | Murder Call               | Michelle Balzan  | episodio "Dead and Gone"             |
| 1996        | G.P.                      | Caroline Deacon  | episodio "The Ceremony of Innocence" |
| 1994 - 1995 | Heartbreak High           | Yola Fatoush     | 52 episodios                         |
| 1995        | Us and Them               | Bernie           | tv serie                             |
| 1994        | Ocean Girls               | Celia            | episodio "Bad-Berry Dreams"          |
| 1992 - 1993 | All Together Now          | Sue Jacobs       | 2 episodios                          |
| 1993        | Phoenix                   | Roz Horton       | episodio "In on the Joke"            |
| 1992        | Embassy                   | Kaliani          | episodio "Letter of the Law"         |
| 1989        | Mortgage                  | Tina Dodd        | -                                    |

### Películas
| Año  | Título                            | Personaje        | Notas                                                                           |
| ---- | --------------------------------- | ---------------- | ------------------------------------------------------------------------------- |
| 2012 | Scratch                           | Alergóloga       | corto - junto a James Carter, Damian de Montemas, Kate Mulvany & Claudia Karvan |
| 2009 | The Combination                   | Mary             | junto a Firass Dirani                                                           |
| 2009 | False Witness                     | Jenny Basheer    | junto a Don Hany & Socratis Otto                                                |
| 2004 | BlackJack: Sweet Science          | Christine Vallas | -                                                                               |
| 2003 | BlackJack                         | Christine Ormond | junto a Claudia Karvan, Colin Friels, Inge Hornstra & Sarah Enright             |
| 2000 | Halifax f.p: A Person of Interest | Emma Ford        | junto a Rebecca Gibney & David Roberts                                          |
| 1998 | 13 Gantry Row                     | Penny            | junto a Nicholas Hammond & Anthony Phelan                                       |
| 1993 | The Heartbreak Kid                | Evdokia          | junto a William McInnes, Claudia Karvan, Alex Dimitriades & Scott Major         |
| 1992 | Resistance                        | Rosa             | -                                                                               |
| 1991 | Death in Brunswick                | Carmel           | junto a Sam Neill                                                               |
| 1989 | Mortgage                          | Tina Dodd        | -                                                                               |

### Teatro
| Año  | Obra                      | Personaje           | Director            | Teatro              | Notas                                                                    |
| ---- | ------------------------- | ------------------- | ------------------- | ------------------- | ------------------------------------------------------------------------ |
| 2015 | Hamlet                    | Gertrude            | Damien Ryan         | Canberra Theatre    | junto a Philip Dodd, Josh McConville, Ivan Donato y Michael Wahr         |
| 2003 | Birthrights               | Helen               | Tom Gutteridge      | -                   | junto a Kevin Harrington, Peter Houghton & Asher Keddie                  |
| 2000 | Twelfth Night             | Maria               | Richard Roxburgh    | Belvoir St Theatre  | junto a Lucy Bell, Marton Csokas, Dan Wyllie & Steve Rodgers             |
| 2000 | A Beautiful Life          | Jhila               | Michael Futcher     | Peacock Theatre     | junto a Damien Garvey, Joss McWilliam & Yalin Ozucelik                   |
| 1996 | Competitive Tenderness    | -                   | Aubrey Mellor       | Merlyn Theatre      | junto a Merridy Eastman, Max Gillies & Monica Maughan                    |
| 1995 | Medea                     | -                   | Constantine Koukias | State Theatre       | junto a Michael Griffin, Nina Paleólogos & Nicola Tudini                 |
| 1993 | Blabbermouth              | -                   | David Carlin        | Russell St. Theatre | junto a Michael Bishop, Merridy Eastman & Patrick Moffatt                |
| 1990 | Nothing Sacred            | -                   | Roger Hodgman       | Playhouse Theatre   | junto a John Dicks, John Howard, Jacek Koman & Helen Morse               |
| 1990 | The Tempest               | -                   | Gale Edwards        | Playhouse Theatre   | junto a Alan Clarke, Helen Morse & Sancia Robinson                       |
| 1988 | Dags                      | -                   | Nici Wood           | Universal Theatre   | junto a David Franklin, Sofie Laguna, Susan Yardley & Anna Yates         |
| 1987 | Away                      | -                   | Aubrey Mellor       | Playhouse Theatre   | junto a Don Barker, Luciano Martucci & Catherine McClements              |
| 1987 | Les Liaisons Dangereuses  | -                   | John Gaden          | Playhouse Theatre   | junto a Terence Crawford, Catherine McClements & William Zappa           |
| 1987 | The Winter's Tale         | -                   | Gale Edwards        | Playhouse Theatre   | junto a Don Barker, Geoffrey Rush & Catherine McClements                 |
| 1987 | Shepherd on the Rocks     | -                   | Neil Armfield       | -                   | junto a Don Barker, Geoffrey Rush & Catherine McClements                 |
| 1987 | Much Ado About Nothing    | -                   | Gale Edwards        | Playhouse Theatre   | junto a Terence Crawford, Catherine McClements & William Zappa           |
| 1986 | Trelawny of the Wells     | Imogen Parrott      | Rhys McConnochie    | Parade Theatre      | junto a Keith Agius, Nicola Bartlett & Bruce Hughes                      |
| 1986 | The Accrington Pals       | -                   | Paul Thompson       | Parade Theatre      | junto a Victoria Eagger, Bruce Hughes & Jonathan Mill                    |
| 1986 | No Trifling With Love     | -                   | Richard Wherrett    | Parade Theatre      | junto a Keith Agius, Jeanette Cronin, Rosemary Harris & Richard Roxburgh |
| 1985 | Don't Pay! Don't Pay!     | -                   | Paul Thompson       | NIDA Theatre        | junto a Keith Agius, Dennis Clements, Bruce Hughes & Jonathan Mill       |
| 1985 | Hedda Gabler              | -                   | Kevin Jackson       | NIDA Theatre        | junto a Keith Agius, Victoria Eagger & Jonathan Mill                     |
| -    | A Midsummer's Night Dream | Titania & Hippolyta | -                   | -                   | -                                                                        |
| -    | The Golden Age            | Elizabeth Archer    | Neil Armfield       | -                   | -                                                                        |
| -    | Uncle Vanya               | Marya Vassilyena    | Gale Edwards        | -                   | -                                                                        |
| -    | Season of Sarsparilla     | Nola Boyle          | Gale Edwards        | -                   | -                                                                        |

## Premios y nominaciones
| Año  | Categoría    | Premio           | Serie            | Resultado |
| ---- | ------------ | ---------------- | ---------------- | --------- |
| 2001 | Best Actress | Green Room Award | A Beautiful Life | Ganadora  |
| 2001 | Female Actor | MO Awards        | A Beautiful Life | Nominada  |